# Jaroslav Popovytsj
Jaroslav Pavlovytsj Popovytsj (Oekraïens: Ярослав Павлович Попович) (Drohobytsj, 4 januari 1980) is een Oekraïens voormalig wielrenner.

## Carrière
Het grote publiek maakte voor het eerst kennis met Popovytsj toen hij in 2001 tijdens het wereldkampioenschap in Lissabon bij de beloften de wegwedstrijd won, nadat hij het jaar ervoor al reeds tweede werd op het wereldkampioenschap. Als belofterenner reed hij een indrukwekkend palmares bij elkaar, waaronder Paris-Roubaix en verschillende gerenommeerde rittenkoersen, zoals de Ronde van de Aostavallei en de Giro delle Regioni.
Het wielerseizoen 2002 begon Popovytsj als profrenner. In plaats voor een grote ploeg te kiezen besloot Popovytsj een profcontract te tekenen bij het relatief kleine Landbouwkrediet-Colnago, waar hij samen met enkele land- en ploeggenoten uit zijn beloftenperiode meer kans meende te hebben zich te kunnen ontwikkelen als renner. In zijn eerste profjaar won hij twee kleinere koersen en werd hij twaalfde in de Ronde van Italië. In deze wedstrijd zou hij de twee volgende jaren zijn grootste successen behalen: in 2003 werd hij derde in het eindklassement, na Gilberto Simoni en Stefano Garzelli, terwijl hij in 2004 vijfde werd en bovendien enkele dagen de roze leiderstrui droeg.
Hoewel grote overwinningen in zijn beginjaren als profrenner uitbleven, was Popovytsj, die zowel goed kan tijdrijden, klimmen, als op kasseien rijden, een gegeerd renner bij grote ploegen. Hij koos uiteindelijk voor Discovery Channel, waar hij in dienst ging rijden van Lance Armstrong, en op termijn de rol van kopman over kon nemen. Een eerste grote succes behaalde hij met een eindzege in de Ronde van Catalonië. In 2005 won hij het jongerenklassement in de Ronde van Frankrijk. Na het stoppen van Armstrong werd Popovytsj uitgespeeld als rondekopman in de Tour de France. Zijn eindklassement viel in het water, maar hij kon wel zijn Tour redden met een ritzege. In de Tour van 2007 steunde hij voornamelijk zijn ploeggenoot en de latere winnaar Alberto Contador en werd zelf achtste, een prestatie die hij in 2008 niet kon verbeteren als belangrijkste adjudant van Cadel Evans. In 2009 tekende hij voor Astana, het team van onder andere Alberto Contador en Lance Armstrong. Hij reed een sterke Ronde van Italië in dienst van Leipheimer en Armstrong en beëindigde die Giro met een veertiende plaats. In de daaropvolgende jaren schikte Popovytsj zich meer en meer in een knechtenrol. Toen hij in dezelfde ploeg terechtkwam als Fabian Cancellara, in 2012, besloot hij zich te richten op de kasseiklassiekers om in dienst te rijden van Cancellara. Als knecht van Cancellara loodste hij de Zwitser naar een dubbelslag met zeges in de Ronde van Vlaanderen en Parijs-Roubaix. Zelf reed hij zich in de kijker met een negende plaats in Gent-Wevelgem.
Popovytsj beëindigde zijn carrière na Parijs-Roubaix 2016, waar hij in de vlucht van de dag zat, zich later terug liet zakken om zijn kopman Fabian Cancellara te helpen, en uiteindelijk op plek 86 binnenkwam. Na een opleiding van een half jaar werd hij in 2017 definitief toegevoegd aan de technische staf van Trek-Segafredo.

## Belangrijkste overwinningen

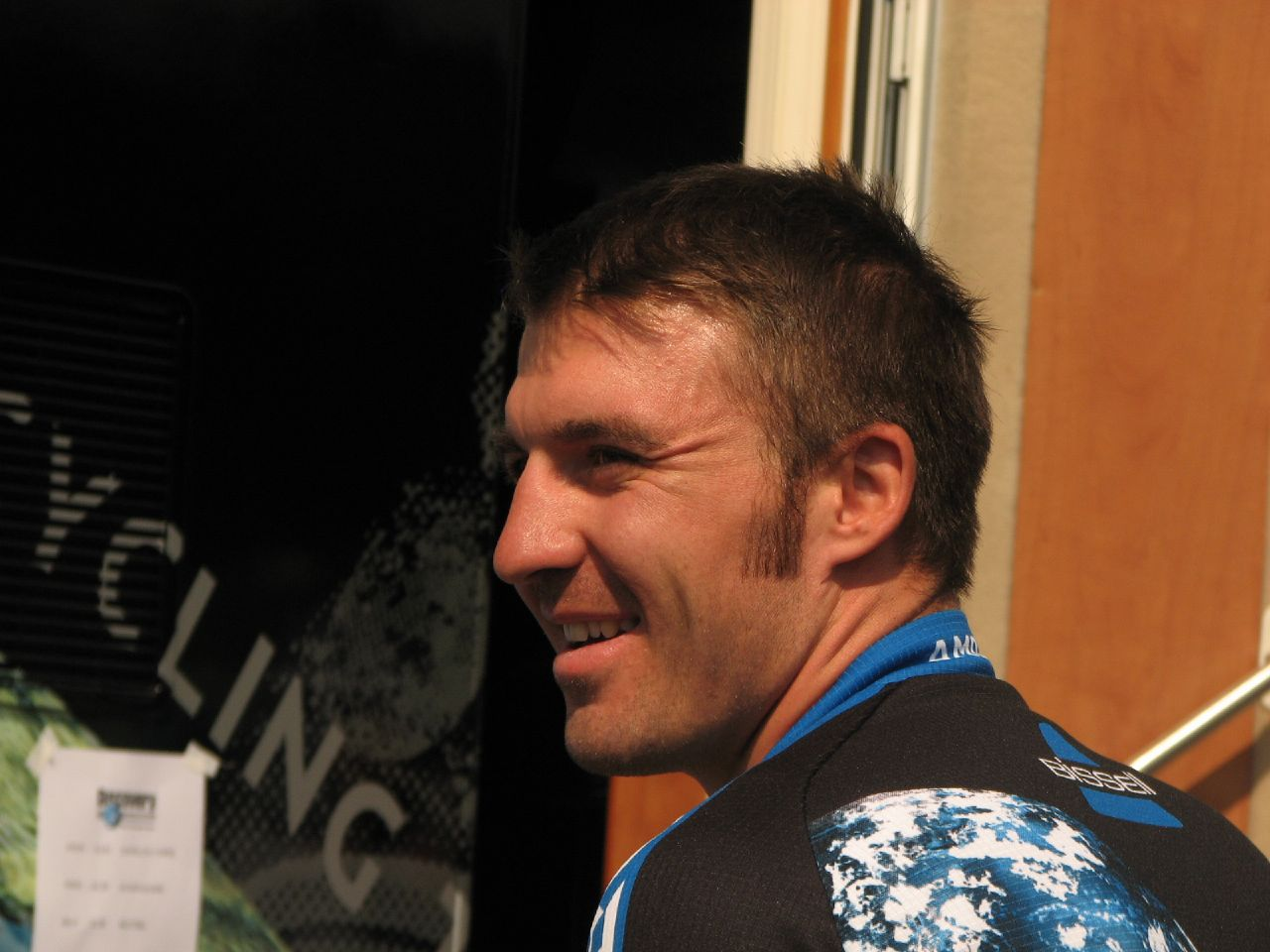
Popovytsj in Discovery Channel-tenue

2000
Eindklassement Ronde van de Aostavallei
GP di Poggiana
2001
Firenze-Empoli
Ronde van Belvedere
Eindklassement Ronde van de Aostavallei
Parijs-Roubaix, Beloften
Giro delle Regioni
 Wereldkampioen op de weg, Beloften
2005
4e etappe Ronde van Frankrijk (ploegentijdrit)
 Jongerenklassement Ronde van Frankrijk
Eindklassement Ronde van Catalonië
2006
2e etappe Ronde van Castilië en León
2e etappe Ronde van Georgia
12e etappe Ronde van Frankrijk
2007
5e etappe Parijs-Nice
2009
4e etappe Ronde van Frankrijk (ploegentijdrit)

## Resultaten in voornaamste wedstrijden
| Jaar | Ronde van Italië | Ronde van Frankrijk | Ronde van Spanje |
| ---- | ---------------- | ------------------- | ---------------- |
| 2002 | 12e              |                     |                  |
| 2003 | ↑                |                     |                  |
| 2004 | 5e               |                     |                  |
| 2005 |                  | 10e                 |                  |
| 2006 |                  | 24e (1)             |                  |
| 2007 | opgave           | 7e                  |                  |
| 2008 |                  | 24e                 | 52e              |
| 2009 | 15e              | 41e                 |                  |
| 2010 |                  | 84e                 |                  |
| 2011 | 63e              | opgave              |                  |
| 2012 |                  | 76e                 |                  |
| 2013 | 133e             |                     | 85e              |
| 2014 |                  |                     | 115e             |
| 2015 |                  |                     | 132e             |
| 2016 |                  |                     |                  |

| Jaar | Milaan-San Remo | Gent-Wevelgem | Ronde van Vlaanderen | Parijs-Roubaix | Amstel Gold Race | Luik-Bast.‑Luik | Ronde van Lombardije | Waalse Pijl | Bretagne Classic |  | WK op de weg |  | Wereldranglijsten |
| ---- | --------------- | ------------- | -------------------- | -------------- | ---------------- | --------------- | -------------------- | ----------- | ---------------- |  | ------------ |  | ----------------- |
| 2002 |                 |               |                      |                | 85e              |                 | 74e                  |             |                  |  | 56e          |  |                   |
| 2003 | 53e             |               |                      |                | opgave           |                 |                      |             |                  |  | opgave       |  |                   |
| 2004 | 24e             |               |                      |                | 71e              | 28e             |                      | 14e         |                  |  | opgave       |  |                   |
| 2005 |                 |               |                      |                |                  |                 |                      |             |                  |  |              |  | 36e (UPT)         |
| 2006 |                 |               |                      |                |                  |                 |                      |             | 4e               |  | 75e          |  | 80e (UPT)         |
| 2007 | 28e             |               |                      |                | 33e              | 23e             |                      | 37e         |                  |  |              |  | 49e (UPT)         |
| 2008 | 48e             |               |                      |                |                  | opgave          |                      |             |                  |  | opgave       |  |                   |
| 2009 | 63e             |               |                      | 50e            |                  |                 |                      |             |                  |  |              |  | 139e (UWK)        |
| 2010 |                 |               | opgave               | 30e            |                  | 103e            |                      | opgave      |                  |  |              |  |                   |
| 2011 | 23e             |               |                      |                |                  |                 |                      |             | 97e              |  |              |  | 209e (UWT)        |
| 2012 | 79e             | 124e          | 83e                  | opgave         |                  |                 | opgave               |             | 114e             |  | opgave       |  |                   |
| 2013 | 69e             | 9e            | opgave               | 101e           |                  |                 |                      |             |                  |  | opgave       |  | 160e (UWT)        |
| 2014 | 52e             | 68e           | opgave               | 114e           |                  |                 | opgave               |             |                  |  |              |  |                   |
| 2015 | opgave          | opgave        | opgave               | 115e           |                  |                 | opgave               |             |                  |  |              |  |                   |
| 2016 | 119e            | 79e           | 79e                  | 86e            |                  |                 |                      |             |                  |  |              |  |                   |

## Ploegen
- 2002 –  Landbouwkrediet-Colnago
- 2003 –  Landbouwkrediet-Colnago-Alken Maes-Daikin
- 2004 –  Landbouwkrediet-Colnago
- 2005 –  Discovery Channel Pro Cycling Team
- 2006 –  Discovery Channel Pro Cycling Team
- 2007 –  Discovery Channel Pro Cycling Team
- 2008 –  Silence-Lotto
- 2009 –  Astana
- 2010 –  Team RadioShack
- 2011 –  Team RadioShack
- 2012 –  RadioShack-Nissan-Trek
- 2013 –  RadioShack Leopard
- 2014 –  Trek Factory Racing
- 2015 –  Trek Factory Racing
- 2016 –  Trek-Segafredo (tot 11-4)

## Trivia
- In 2011 werd Jaroslav Popovytsj verkozen door de fans tot 'Most Valuable Domestique' van Team RadioShack.
- Toen hij nog bij de beloften reed werd Popovytsj de 'Eddy Merckx van de 21ste eeuw' genoemd, vanwege zijn dominantie in het amateur- en beloftencircuit met onder andere zeges op het wereldkampioenschap en in Parijs-Roubaix.[1]

Advejev · Bernucci · Bileka · Cali · Cavagnis · Coudray · De Waele · Hrysjtsjenko · Lievens · Louder · Lucchini · Mattozza · Meirhaeghe · Metloesjenko · Mifune · Popovytsj · Romano · Scamardella · Sørensen · Streel · Van Landeghem · Van Malderghem · Vanhaecke · Vermeersch · Weynants · Anzà (stagiair) · Chadwick (stagiair) · Timosjin (stagiair)
Advejev · Anzà · Bernucci · Bileka · Bracke · Capelle · De Waele · Dierckxsens · Doema · Hrysjtsjenko · Lievens · Lucchini · Metloesjenko · Popovytsj · Scamardella · Steels · Streel · Stremersch · Timosjin · Vaitkus · Van Landeghem · Van Speybroeck · Verstrepen · Weynants · Draux (stagiair) · Monfort (stagiair) · Wijnands (stagiair)
Advejev · Anzà · Bernucci · Bileka · Bracke · Capelle · De Waele · Dierckxsens · Doema · Durand · Gasperoni · Hrysjtsjenko · Lagoetin · Metloesjenko · Monfort · Popovytsj · Sijmens · Steels · Streel · Timosjin · Vaitkus · Van Bondt · Verstrepen · Lebeau (stagiair) · Simon (stagiair) · Van Loocke (stagiair)
Armstrong (tot 31/07) ·
Azevedo ·
Barry ·
Beltrán · 
Beppu ·
Bileka · 
Brajkovič ·
Creed ·
Cruz ·
Danielson ·
Devolder ·
Hammond ·
Hesjedal ·
Hincapie ·
Hoste · 
Jekimov   · 
Joachim ·
McCartney ·
McCarty ·
Michajlov · 
Noval ·
Padrnos ·
Popovytsj · 
Roulston ·
Rubiera ·
Savoldelli ·
Van den Broeck ·
van Heeswijk
Azevedo ·
Barry ·
Beltrán · 
Beppu ·
Bileka · 
Brajkovič ·
Danielson ·
Devolder ·
Goesev ·
Hammond ·
Hincapie ·
Hoste · 
Jekimov   ·
Joachim ·
Lowe · 
Martínez ·
McCartney ·
Michajlov · 
Noval ·
Padrnos ·
Popovytsj · 
Rubiera ·
Savoldelli ·
Smith ·
Van den Broeck ·
Van Goolen ·
van Heeswijk ·
White
Basso (tot 30/04) · 
Beppu ·
Bileka · 
Brajkovič ·
Contador ·
Cruz ·
Cummings ·
Danielson ·
Davis ·
Devine ·
Devolder ·
Fuyu ·
Goesev ·
Hincapie · 
Leipheimer ·
Lowe · 
Martínez ·
McCartney ·
Meersman ·
Murn · 
Noval ·
Padrnos ·
Paulinho ·
Popovytsj · 
Rubiera ·
Vaitkus ·
Vandborg ·
Van Goolen ·
White (tot 15/08)
Aerts · Bileka · Brandt · Cioni · Cornu · De Greef · Devenyns · De Vocht · D'Hollander · Dockx · Evans · Gardeyn · Gates · Hoste · Jacobs · Kaisen · Lloyd · McEwen · Popovytsj · Roelandts · Roesems · Sentjens · Steurs · Tjallingii · Van Avermaet · Van den Broeck · Van Huffel · Vansevenant · Vansummeren
Armstrong ·
Bazajev ·
Brajkovič ·
Contador ·
Dmitriev ·
Dyaçenko ·
Hernández ·
Horner ·
Iglinski · 
Kirejev ·
Klöden ·  
Köpeşov ·
Leipheimer ·  
Morabito ·
Moeravjov · 
Navarro ·
Noval ·
Paulinho ·
Popovytsj ·
Raimbekov ·
Rast ·
Renev ·
Rubiera ·  
Schär · 
Vaitkus ·
Vinokoerov ·
Yoandri ·
Zejts ·
Zubeldia
Armstrong ·
Beppu ·
Bewley ·
Brajkovič ·
Busche ·
Hermans ·
Horner ·
Impey ·
Irizar ·
Fuyu (tot 30/04) ·
Klöden ·
Leipheimer ·
Lequatre ·
Machado · 
McCartney ·
Moeravjov ·
Paulinho ·
Popovytsj ·
Rast ·
Rosseler ·
Rovny ·
Rubiera ·
Selander ·
Steegmans ·
Vaitkus ·   
Zubeldia ·
Avery (stagiair) ·
Phinney (stagiair) ·
Sergent (stagiair) 
Armstrong (tot 16/02) ·
Beppu ·
Bewley ·
Brajkovič ·
Busche ·
Cardoso ·
Deignan ·
Hermans ·
Horner ·
Hunter ·
Irizar ·
King ·
Klöden ·
Kwiatkowski ·
Leipheimer ·
Lequatre ·
Machado · 
McCartney ·
McEwen ·
Moeravjov ·
Oliveira ·
Paulinho ·
Popovytsj ·
Rast ·
Rosseler ·
Rovny ·
Selander ·
Sergent ·
Zubeldia ·
Bennett (stagiair) ·
Parker (stagiair) ·
Sjaloenov (stagiair) 
Bakelants ·
Bennati ·
Bennett ·
Busche ·
Cancellara   ·
Didier ·
Fuglsang ·
Gallopin ·
Gerdemann ·
Hermans ·
Horner ·
Irizar ·
King ·
Klöden ·
Machado ·
Monfort ·
Nizzolo ·
Oliveira ·
Popovytsj ·
Posthuma ·
Rast ·
Rohregger · 
Roulston ·
A. Schleck ·
F. Schleck ·
Sergent ·
Voigt ·
Wagner ·
Zaugg ·
Zubeldia
Bakelants ·
Bennett ·
Busche ·
Cancellara ·
Devolder ·
Didier ·
Gallopin ·
Hermans ·
Hondo ·
Horner ·
Irizar ·
Jungels ·
King ·
Kišerlovski ·
Klöden ·
Machado ·
Monfort ·
Nizzolo ·
Oliveira ·
Popovytsj ·
Rast ·
Rohregger · 
Roulston ·
A. Schleck ·
F. Schleck ·
Sergent ·
Voigt ·
Zubeldia
Alafaci · Arredondo · Beppu · Busche · Cancellara · Devolder · Didier · Felline · Hondo · Irizar · Jungels · Kišerlovski · Nizzolo · Popovytsj · B. van Poppel · D. van Poppel · Rast · Roulston · A. Schleck · F. Schleck · Sergent · Silvestre · Stuyven · Vandewalle · Voigt · Watson · Zoidl · Zubeldia · Chevrier (stagiair) · Eastman (stagiair) · Kirsch (stagiair)
Alafaci · Arredondo · Beppu · Busche · Cancellara · Coledan · Devolder · Didier · Felline · Irizar · Jungels · McConnell · Mollema · Nizzolo · Popovytsj · B.van Poppel · D.van Poppel · Rast · Roulston · Schleck · Sergent · Silvestre · Steegmans · Stuyven · Vandewalle · Watson · Zoidl · Zubeldia · Basso (stagiair) · Bernard (stagiair) · Rekita (stagiair)
Alafaci · Arredondo · Beppu · Bernard · Bobridge · Bonifazio · Cancellara   · Coledan · Devolder · Didier · Felline · Hesjedal · Irizar · Mollema · Nizzolo · Popovytsj · van Poppel · Rast · Reijnen · Schleck · Stetina · Stuyven · Theuns · Zoidl · Zubeldia · Allegaert (stagiair) · Mosca (stagiair)